# 2024年烏克蘭未遂政變指控
2024年7月1日，烏克蘭國家安全局宣佈，他們成功挫敗一個以基輔為基地的親俄非政府組織策劃之政變，該未遂政變目的是推翻烏克蘭總統弗拉基米爾·澤連斯基政府。

## 背景
在俄羅斯入侵烏克蘭的背景下，烏克蘭接連發生親俄派企圖顛覆烏克蘭政府的事件。2024年5月，烏克蘭國家安全局逮捕兩名參與陰謀的陸軍上校，他們是負責保護烏克蘭高級官員的人員，其試圖綁架烏克蘭總統澤連斯基並將他交給俄羅斯總統弗拉基米爾·普京以作為其「就職禮物」。如果綁架計劃太過困難，他們還計劃暗殺澤連斯基。此外，該兩名陸軍上校意圖從他們的安保人員中招募一名「特工」，洩露烏克蘭國防部情報總局局長基里洛·布達諾夫的位置座標給俄羅斯聯邦安全局。

## 未遂政變
烏克蘭國家安全局在2024年7月1日宣佈挫敗一宗「俄羅斯支持的政變」。策劃者準備脅持烏克蘭政府高層，並「宣佈『罷免』現任烏克蘭軍事政治領導層」，然後佔領烏克蘭最高拉達以防止其作出反應。安全局隨後發佈4名被捕主謀的照片，他們的臉被模糊化，並聲明他們都是伊萬諾-弗蘭科夫斯克州的居民，是已知的親俄煽動者，曾參加過反政府抗議。安全局還報告說，他們查獲一批突擊步槍、狙擊步槍、手槍、彈藥、筆記型電腦、手機和手繪的政變計劃。該陰謀的核心計劃是在2024年6月30日引發暴動，以轉移注意力並控制各種建築物。
策劃者計劃通過社交媒體在全國範圍內散佈虛假信息，「以破壞烏克蘭的社會政治局勢，從而有利於俄羅斯」。策劃者分佈在全國各地，以不超過三人的小組形式運作，通過Telegram即時消息互相通信。策劃者的領袖表示，他們將組織為制會，並尋求公眾支持。策劃者租用基輔一個可以容納超過2000人的大廳，並據稱與軍隊和幾個僱傭兵組織有聯繫，以招募他們加入自己的事業。
4名嫌疑人已被確認，其中兩人目前在安全局的監控中。如果被判有罪，他們將面臨最多10年的監禁。

## 反應
- 俄羅斯：俄羅斯政府拒絕就有關他們幫助組織策劃者的指控發表評論[2][4]。

## 另見
- 2021年烏克蘭未遂政變指控
- 2023年摩爾多瓦未遂政變